# Gertrudiskirche (Graba)

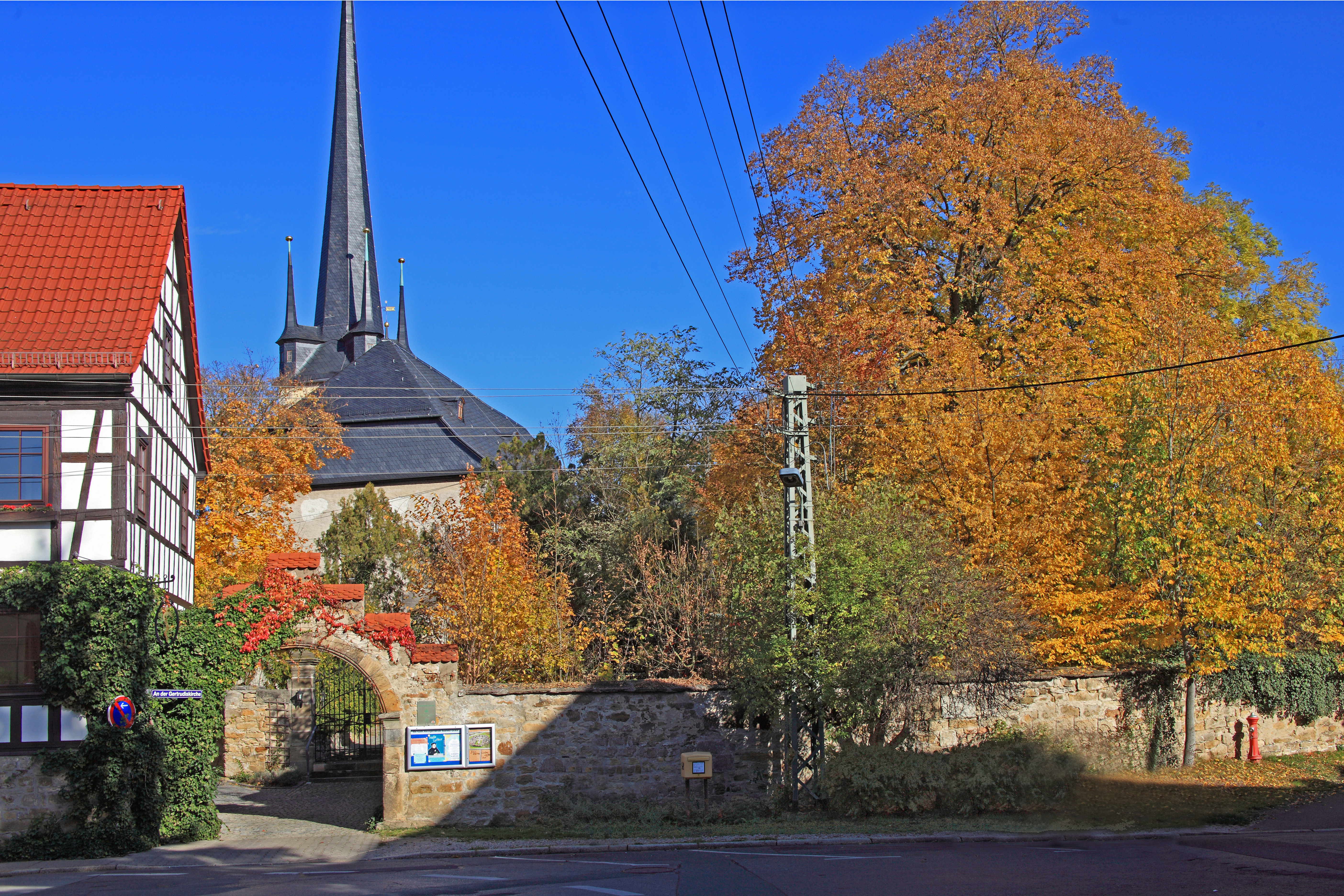
Blick auf die Kirche

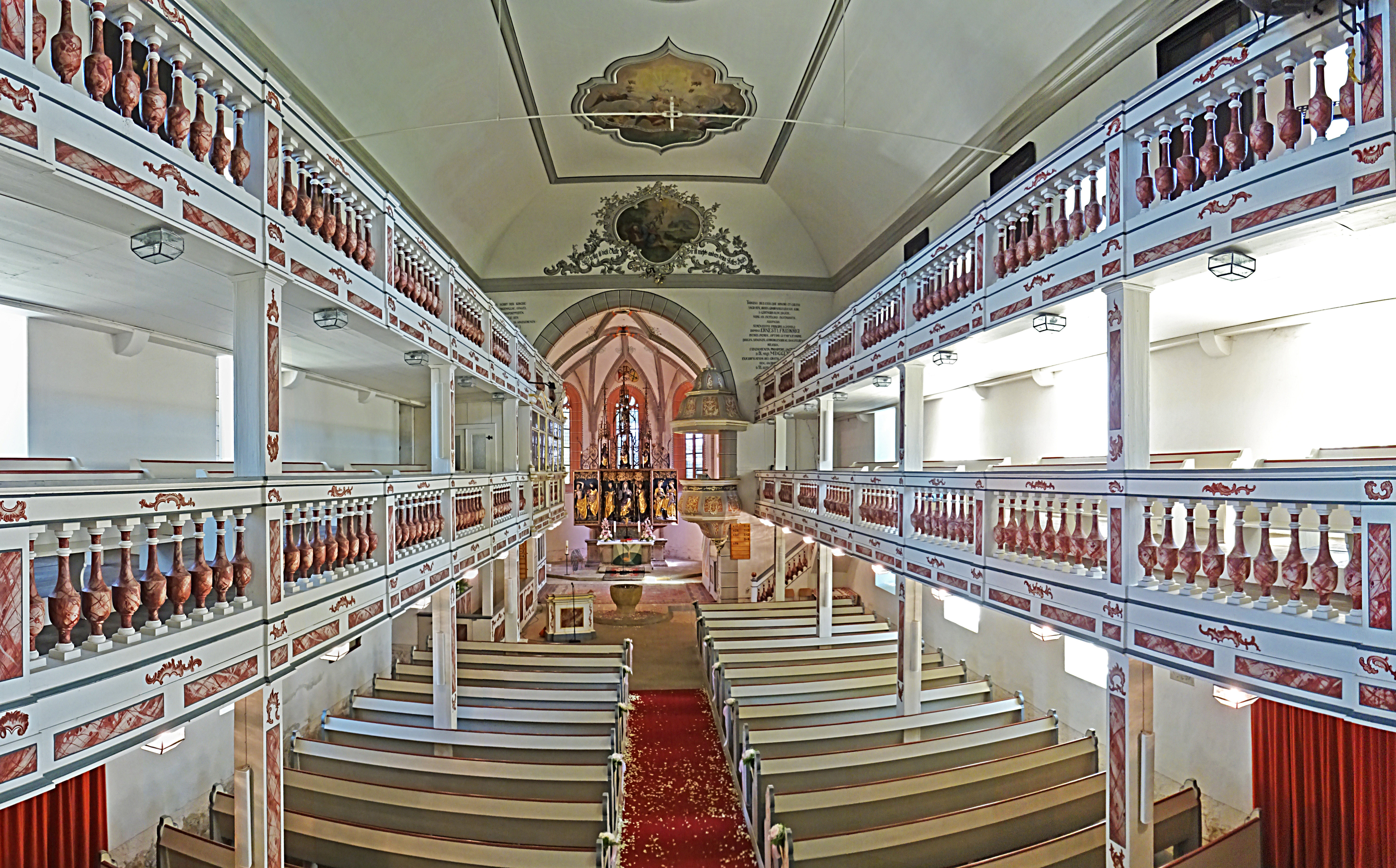
Innenansicht

Die evangelische Gertrudiskirche steht im Stadtteil Graba der Stadt Saalfeld im Landkreis Saalfeld-Rudolstadt in Thüringen.

## Geschichte

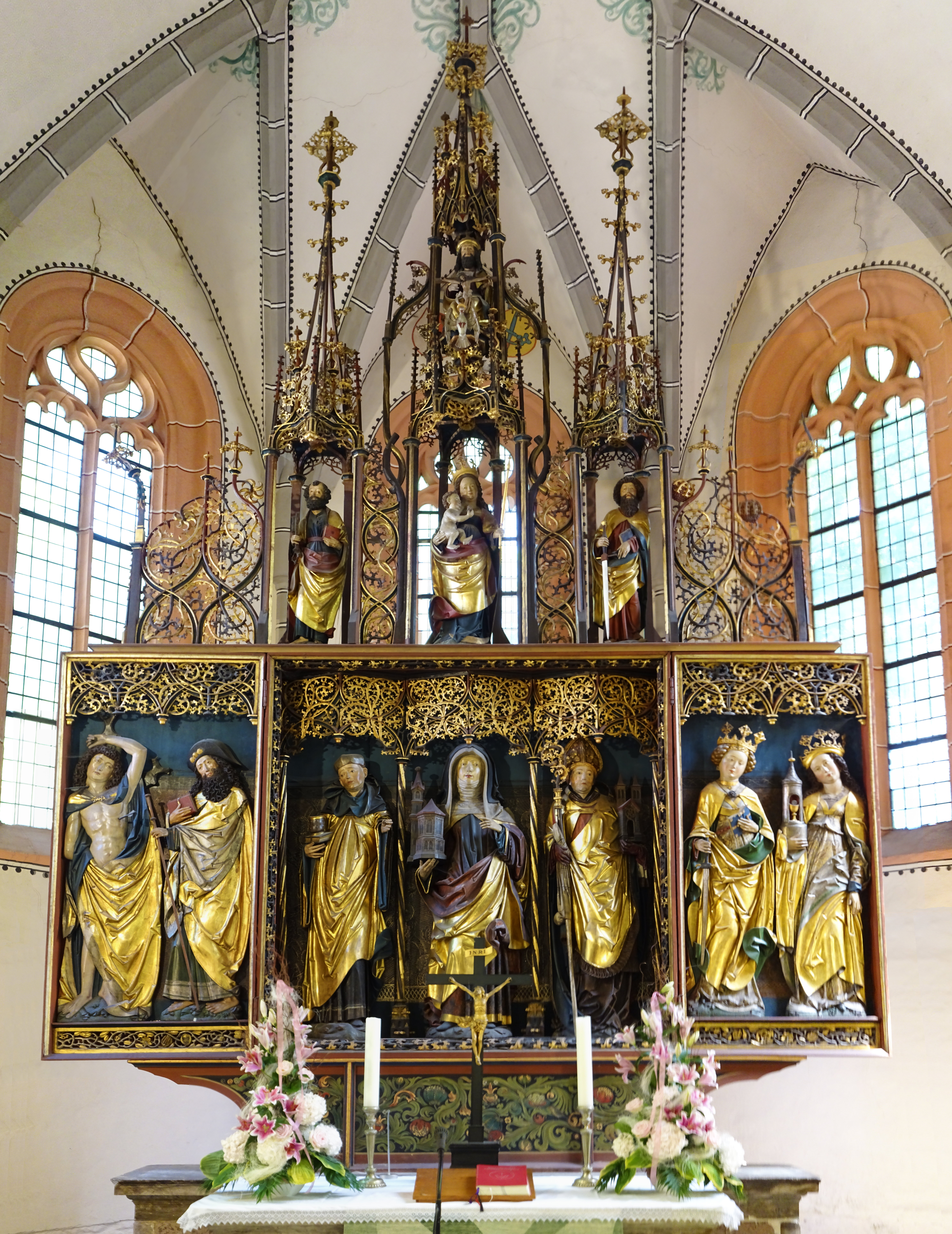
Schnitzaltar aus Saalfelder Schule

Die bereits vor Gründung der Stadt Saalfeld bestehende Urpfarrei Graba besaß eine der heiligen Gertrud gewidmete Kapelle oder sogar Kirche und ist heute kirchlicher Mittelpunkt des 1922 in das Stadtgebiet Saalfeld eingemeindeten Dorfes Graba.
Die einstige Kirche bestand aus Chor und Querhaus mit dreischiffigem romanischen Langhaus.
1477–1479 wurde der neue Turm mit Spitzhaube errichtet. Zwischen 1510 und 1520 wurde der spätgotische Chor gebaut. Sein Innenraum ist reich geschmückt und hat ein bemaltes Sterngewölbe. Der Taufstein steht im Zentrum des Raumes, das Langhaus steht seit 1778.
Die Deckengemälde sind mit Stuckrahmen umsäumt und stellen ein Engelskonzert dar, das biblischen Personen gilt. Auch am Triumphbogen befindet sich ein religiöses Gemälde. Die Kirche ist mit zweizonigen Emporen mit Fürstenloge ausgestattet.

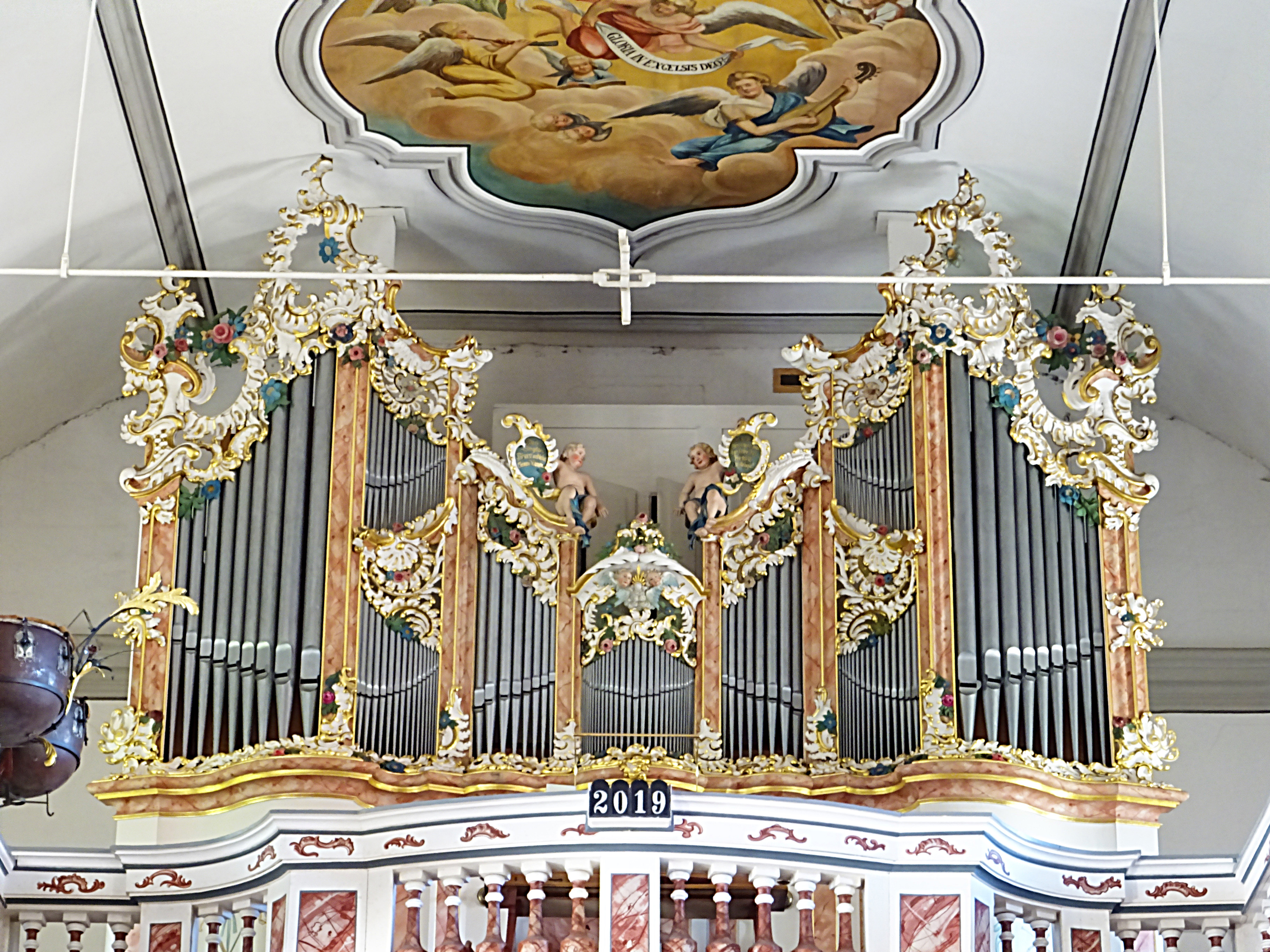
Die Orgel

Der Kanzelkorb mit Schalldeckel ist aus dem Jahr 1870. Die Orgel stammt aus dem Jahr 1778, allerdings ist nur noch der Orgelprospekt bzw. das Gehäuse erhalten. Das jetzige Werk im alten Gehäuse wurde 1927 von C. Voigt & Sohn, Halberstadt erbaut, es wurde aber klanglich verändert (neobarockisiert). Der im Chor stehende sieben Meter hohe Flügelaltar stammt von 1520.